# Mirko Trosino
Mirko Trosino (San Miniato, 19 oktober 1992) is een Italiaans wielrenner die anno 2018 rijdt voor Amore & Vita-Prodir.

## Carrière
In 2010 nam Trosino deel aan de juniorentijdrit op het wereldkampioenschap Hij eindigde op de zevende plek, één minuut en vijf seconden achter winnaar Bob Jungels.
In 2012 werd Trosino achter Massimo Coledan en Davide Martinelli derde op het Italiaans kampioenschap tijdrijden voor beloften. Eerder dat jaar won hij een etappe in de Girobio door in Lonato Sjarhej Papok en Mirko Tedeschi naar de dichtste ereplaatsen te verwijzen.
In 2016 werd Trosino prof bij Southeast-Venezuela. Zijn debuut voor de ploeg maakte hij in de Ronde van Tachira, die hij afsloot op plek 61. Begin april nam Trosino deel aan de Ronde van Vlaanderen, die hij niet uitreed. Twee weken later werd hij door zijn ploeg opgenomen in de voorselectie voor de Ronde van Italië. De definitieve selectie haalde hij echter niet.
In juni 2017 werd Trosino achtste in het door Gianni Moscon gewonnen nationale kampioenschap tijdrijden. Drie maanden later werd hij, acher Kevin Rivera, tweede in het eindklassement van de Ronde van China II. In 2018 maakte hij de overstap naar Amore & Vita-Prodir.

## Overwinningen
2009
Coppa Città di Offida
2010
3e etappe Tre Bresciana
2012
7e etappe Girobio
2014
GP Ezio del Rosso

## Resultaten in voornaamste wedstrijden
| Jaar | Ronde van Vlaanderen |
| ---- | -------------------- |
| 2016 | opgave               |
| 2017 | opgave               |

## Ploegen
- 2016 –  Wilier Triestina-Southeast[3]
- 2017 –  Wilier Triestina-Selle Italia
- 2018 –  Amore & Vita-Prodir

Amezqueta · Andriato · Belletti · Bertazzo · Busato · Conti · Dal Col · Draperi · Ducournau · Fedi · Fonzi · Gil · Godoy · Mareczko · Martínez · Pozzato · Rodríguez · Sanz · Tedeschi · Trosino · Zhupa · Cañaveral (stagiair) · Errazkin (stagiair) · Raileanu (stagiair)
Amezqueta · Andriato · Belletti · Bertazzo · Busato · Cecchin · Draperi · Ducournau · Fedi · Flórez · Fonzi · Godoy · Kasjavy · Mareczko · Martínez · Mosca · Pozzato · Rodríguez · Trosino · Turrin · Zhupa · Colonna (stagiair) · Marcelli (stagiair) · Raggio (stagiair)
Banushi · Bernardinetti · Bogdanovičs · Ficara · Freuler · Gabburo · Grembi · Nika · Stüssi · Al. Sufa · Ar. Sufa · Trosino · Yustre · Zullo